# هکتور هال
هکتور هال (به انگلیسی: Hector Hall) یک شخصیت خیالی ابرقهرمان در کتاب‌های کامیک آمریکایی منتشر شده توسط دی‌سی کامیکس است. این شخصیت توسط نویسنده روی توماس و طراح جری اوردوی خلق شده‌است؛ که برای اولین بار در شمارهٔ ۲۵ از مجموعه کمیک آل استار اسکادران (سپتامبر ۱۹۸۳) حضور پیدا کرد. او همچنین با نام‌های سیلور اِسکَرب، سندمن و دکتر فیت شناخته می‌شود.
هکتور هال پسر کارتر و شیئرا سندرز هال است، ابرقهرمان‌های عصر طلایی که به هاوک‌من و هاوک‌گرل معروف بودند. کارتر و شیئرا نسخهٔ تناسخ یافته یک فرعون مصر باستان و همسرش بودند، که هر دوی آن‌ها توسط رقیبشان هفثت نفرین و کشته شده بودند. با این حال بدون اینکه آن‌ها از این مسأله اطلاعی داشته باشند، نفرین هفثت برای فرزندی که ممکن است این زوج در آینده داشته باشند تأثیر می‌نمود. بدین ترتیب زمانی که هکتور در حفاری‌های باستان‌شناسی نزدیک به شهر قاهره به دنیا آمد، بدون روح زاده شد، و سرنوشتش این بود که رابطی برای سیلور اسکرب باشد، مأمور انتقام‌جویی که توسط هفثت فراخوانده شده بود.